# Eudorylas regalis
Eudorylas regalis är en tvåvingeart som beskrevs av Charles Howard Curran 1928. Eudorylas regalis ingår i släktet Eudorylas och familjen ögonflugor. Inga underarter finns listade i Catalogue of Life.